# Вали-ди-Сан-Домингус
Вали-ди-Сан-Домингус (порт. Vale de São Domingos) — муниципалитет в Бразилии, входит в штат Мату-Гросу. Составная часть мезорегиона Юго-запад штата Мату-Гроссу. Входит в экономико-статистический микрорегион Алту-Гуапоре. Население составляет 2837 человек на 2007 год. Занимает площадь 2001,347 км². Плотность населения — 1,4 чел./км².

## История
Город основан 28 декабря 1999 года. 

## Статистика
- Валовой внутренний продукт на 2003 год составляет 14 674 654,00 реалов (данные: Бразильский институт географии и статистики).
- Валовой внутренний продукт на душу населения на 2003 год составляет 4229,01 реалов (данные: Бразильский институт географии и статистики).